# Troha
iimek več znanih Slovencev:
- Andreina Jejčič Troha, bibliotekarka, bibliografka ?
- Anton (Tone) Troha (1926—?), učitelj, šolnik (o. š. ravnatelj v Vinici)
- Frank Troha (1894—1980), izseljenski pisatelj
- Gašper Troha (*1976), literarni teoretik, publicist, kritik, teatrolog; glasbenik (basklarinetist, pedagog)
- Gregor Troha, dirigent
- Kerstin Troha, manekenka
- Ladislav Troha (*1963), častnik, veteran vojne za Slovenijo ("pojoči major")
- Mihael Troha, predstojnik frančiškanskega samostana na Trsatu (3 x), zaslužen za razglasitev trsatske cerkve za baziliko
- Nevenka Troha (*1951), zgodovinarka
- Tadej Troha (*1979), socialni filozof, politični publicist
- Teodor Troha (*1933), generalpodpolkovnik JLA
- Vera Troha (*1941), bibliotekarka, literarna komparativistka, prevajalka
- Veljko Troha (1934—2020), pedagog, andragog, prof. PA
- Zdravko Troha (1928—2004), zgodovinar